# Hosszúmező
Hosszúmező (románul Câmpulung la Tisa, 1974-ig Câmpulung, ruszinul Dolho Pole, jiddisül דעפאליע, németül Langenfeld) falu Romániában, a történeti Máramarosban, Máramaros megyében, Hosszúmező község központja. Ukrajna felé vasúti határátkelőhely.

## Fekvése
Az Ukrajna és Románia között határfolyót képező Tisza partján, Máramarosszigettől 12 kilométerre északnyugatra fekszik.

## Története
A sorozatos árvizek miatt története folyamán fokozatosan magasabbra húzódott.  Eredetileg a falu mai peremén, a református templom körül települt.
1329-ben Károly Róbert – az öt máramarosi koronaváros egyikeként –  magyar és szász lakóinak hospesi kiváltságokat adományozott, mint a szabad költözés, a tisztviselő- és plébánosválasztás és a bíráskodás jogát, és kivonta őket a vármegye fönnhatósága alól. A 14. század végén a Drágffy család birtoka, majd 1406-tól ismét szabad koronaváros. 1456-ban sórakodóhely épült a városban: itt rakták tutajokra a máramarosi sóbányákban kitermelt sót. 1556 körül lakossága református hitre tért.
Lakói az újkorban a mezőgazdaság mellett különböző mesterségeket is űztek, sokan pedig a rónaszéki sóbányákban dolgoztak. Sok kisnemesi család lakta. A ruszinok valószínűleg a 17. században települtek be, 1771-ben már létezett görögkatolikus plébániája. Többségük, az 1770 körül a faluba költöző németekhez hasonlóan, mára elmagyarosodott. (Az egyházközséget már 1843-ban ruszin–magyar kétnyelvűként tüntették föl.) Zsidó hitközségét az 1870-es években szervezték. Vallásilag a máramarosszigeti haszid Teitelbaum rabbikhoz kötődtek. Római katolikus egyháza 1928 óta plébánia.
A 19. század közepén ugyan elveszítette városi rangját, de polgárosodását jótékonyan befolyásolta Máramarossziget közelsége. Nem maradt nyoma népviseletnek, helyi népszokásoknak, sajátos nyelvjárásnak. Gazdaságában jelentőséget nyert a zöldség, különösen a káposzta termesztése. Itt tenyésztették ki a máramarosi borzderes szarvasmarhafajtát.

## Lakossága
Máramaros megye egyetlen magyar többségű községét alkotja.
1838-ban 970 református, 485 görögkatolikus és 204 római katolikus vallású lakosa volt.
1900-ban 2350 lakosából 1782 volt magyar, 341 ruszin, 138 német (jiddis) és 88 román anyanyelvű, felekezet szerint 973 református, 783 görögkatolikus, 341 római katolikus és 250 zsidó. A lakosság 51%-a írt–olvasott, a nem magyar anyanyelvűek 68%-a beszélt magyarul.
2002-ben a 2484 főből 1994 magyar, 456 román és 24 ukrán (ruszin), felekezet szerint 1108 református, 555 ortodox, 353 görögkatolikus.

## Gazdaság
Mezőgazdaság, fafeldolgozás, bútoripar.

## Közlekedés
A települést érinti a Szálva–Alsóvisó–Visóvölgy–Máramarossziget-vasútvonal.

## Látnivalók

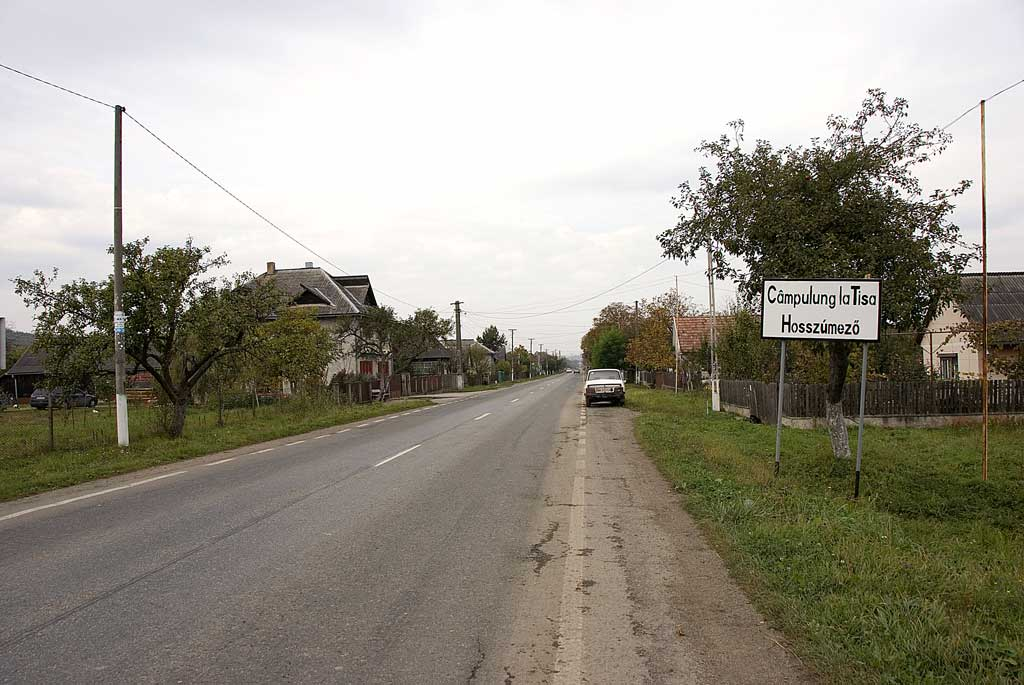
Hosszúmező

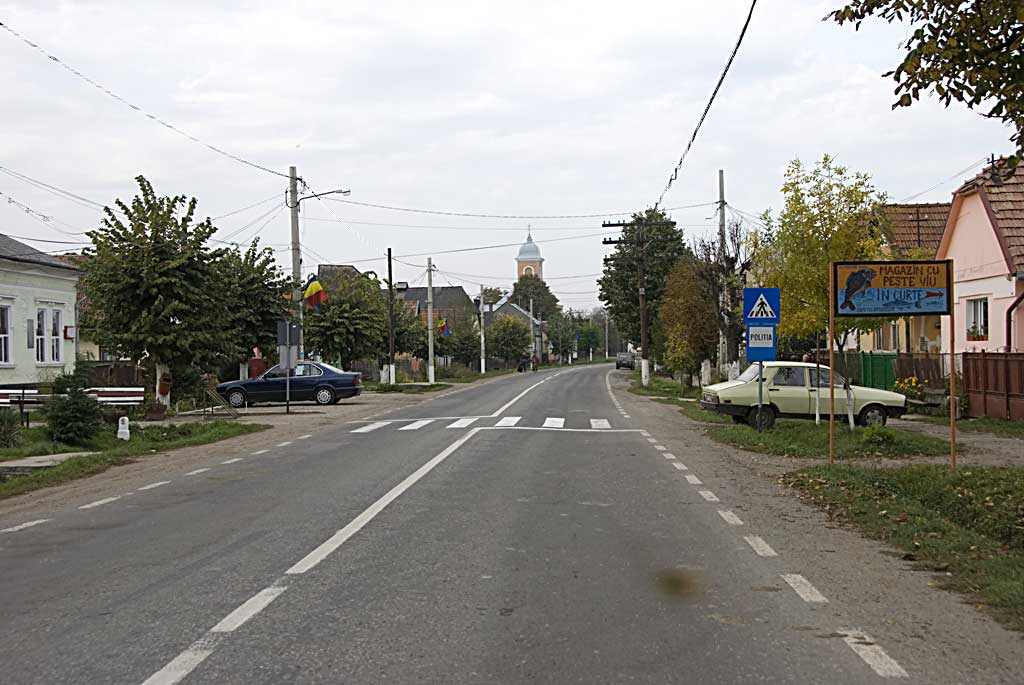

- Református temploma 1227 és 1336 között épült, román–kora gótikus stílusú. Égszínkékre festett deszkamennyezetét 1798-ban készítették.
- Az ortodox (egykor görögkatolikus) templom 1700 előtt, a római katolikus templom 1911-ben épült.

## Híres emberek
- Itt született 1913. március 22-én Koszorús István latintanár.
- Itt született 1918. november 23-án Kósa Barna agrármérnök, mezőgazdasági szakíró.
- Itt született 1945. január 6-án Dembrószky Imre román válogatott labdarúgó.

## Képek

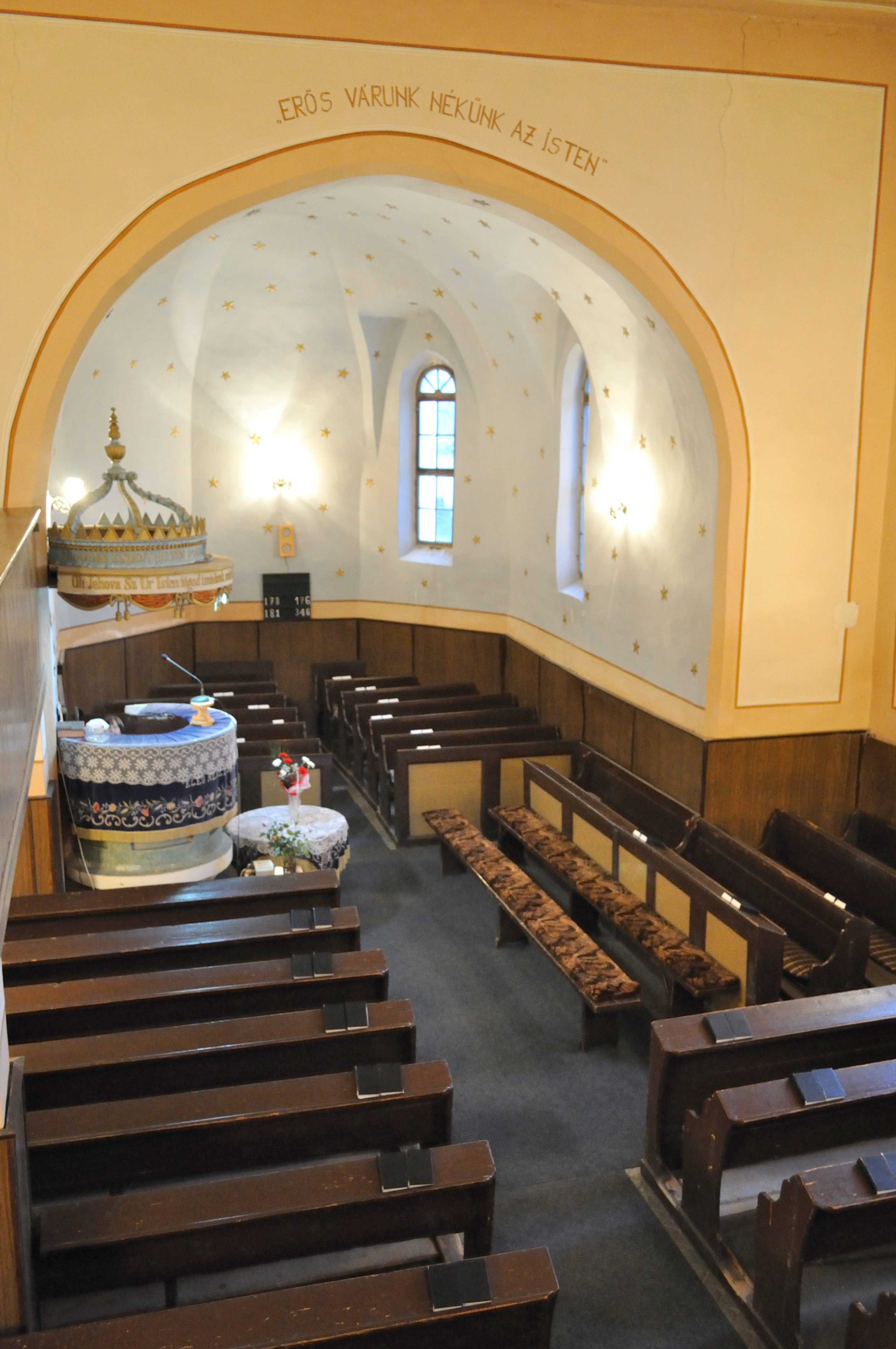
A református templom belső tere
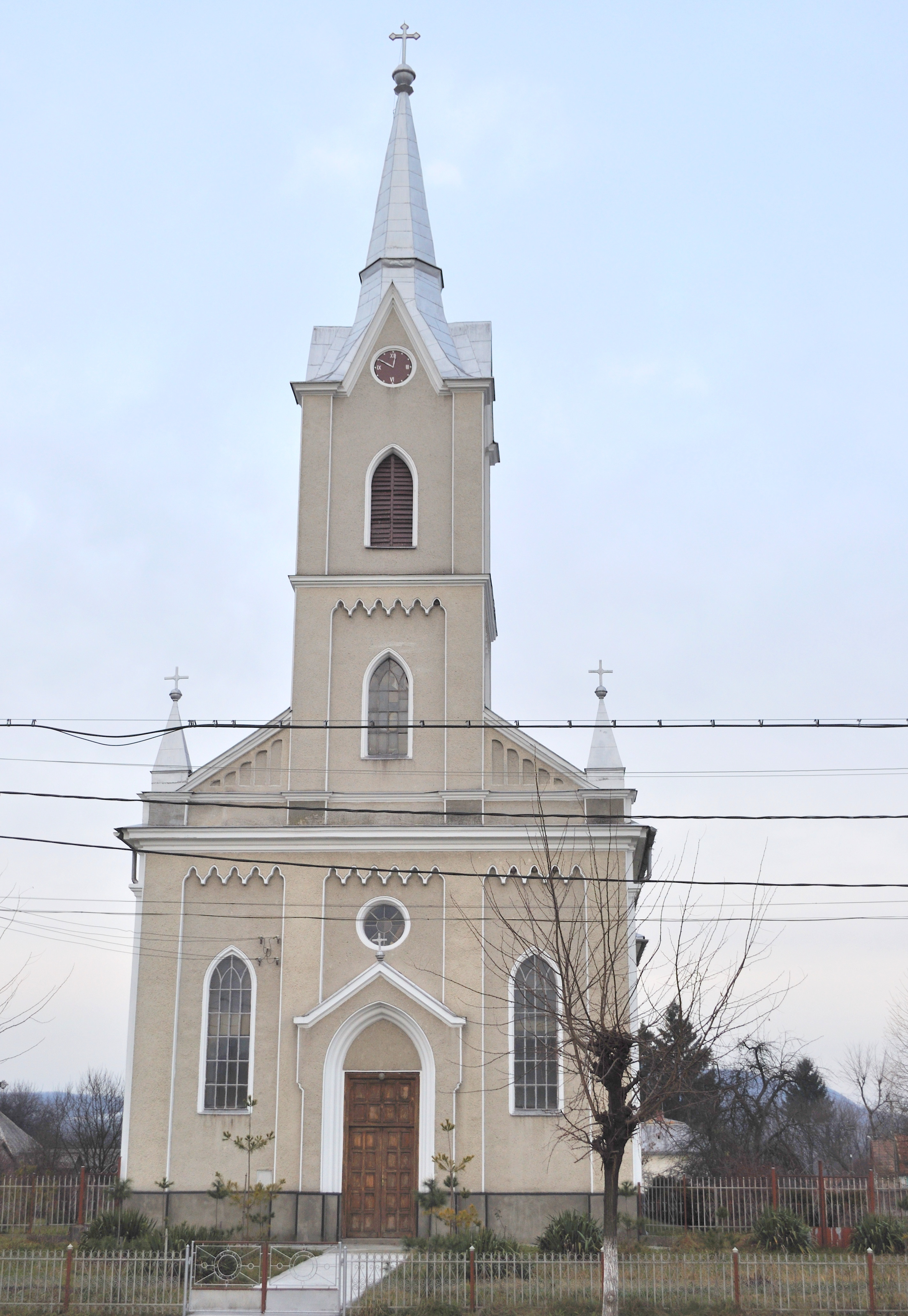
Az ortodox templom
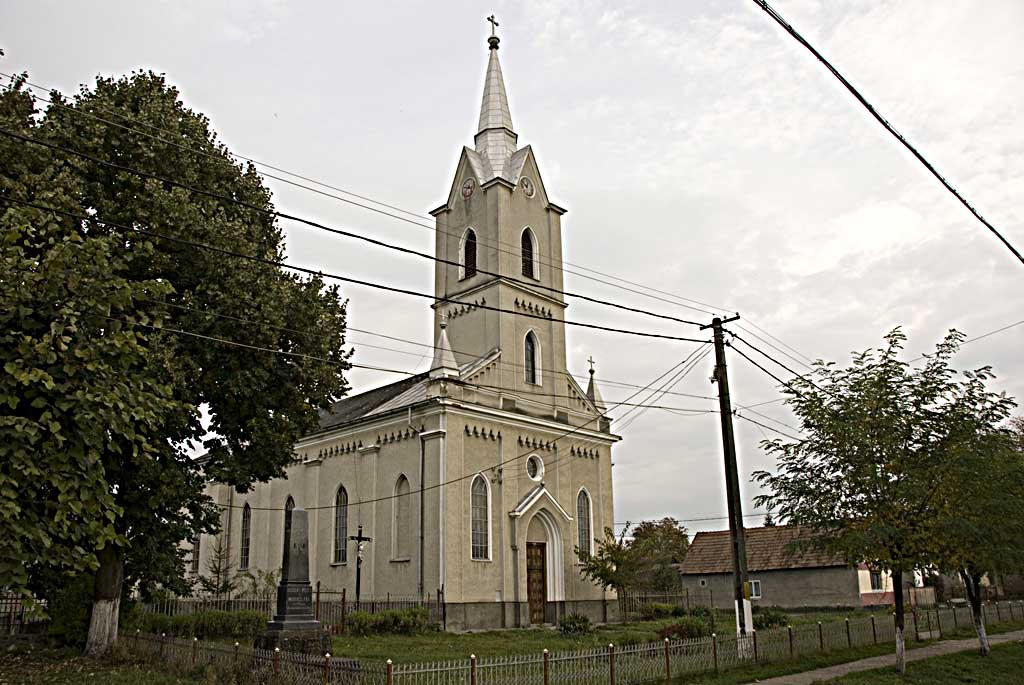
A római katolikus templom